# Oriza L. Legrand
Oriza L. Legrand est une maison de parfum française créée à Paris par Fargeon Aîné en 1720 et disparue peu avant 1940. Elle invente un procédé de parfum solidifié en 1887.
La marque Oriza L. Legrand a été relancée par Franck Belaiche et Hugo Lambert en 2012.

## Origines d'Oriza
Le fondateur, dit « Fargeon aîné », appartenait à la famille Fargeon, parfumeurs originaires de
Montpellier (et liée à Jean-Louis Fargeon). Il prétendait tenir ses recettes de parfums et de cosmétiques de Ninon de Lenclos, dont les dames de la cour parlaient encore, quinze ans après sa disparition. En 1720, la renommée de Fargeon aîné était faite et la légende de la Maison Oriza était en route. Le nom Oriza vient de la variété de riz (Oryza sativa) qu’employait Fargeon aîné pour ses poudres cosmétiques. Il s'installe dans l'enclos privilégié de la Cour du Louvre, puis ouvre boutique au 11 rue du Roule où sa veuve reprend la succession aidée de ses deux fils : une boutique « Fargeon (Vve) et fils » est signalée à cette adresse en 1811. Cette année-là, la famille Fargeon passe la main à deux repreneurs, M. Mars et Louis Legrand (« Fargeon aîné » est la raison commerciale indiquée dans les annuaires de 1820 à 1837). Louis Legrand, qui signait « L. Le Grand » (et à ne pas confondre avec un autre parfumeur, Hector Legrand), avait été l'apprenti de Fargeon fils. Il ouvre avec son associé Mars un magasin au 319 rue Saint-Honoré.
En 1858, Louis Legrand, resté seul aux commandes, s’installe au 207 rue Saint-Honoré et fonde la « Parfumerie Oriza de L. Legrand ». Il associe au bénéfice son nouvel apprenti, Antonin Raynaud (1827-1903), né à Grasse, fils de boucher et ancien apprenti dans les établissements Violet. Louis Legrand entreprend une importante campagne de publicité pour une gamme de produits dérivés : poudres de riz parfumées, poudres à poudrer les cheveux et les perruques, fards de ville, savons, crèmes adoucissantes et hygiéniques, rouges à lèvres. Antonin Raynaud rachète les « Parfums Oriza - L. Legrand » en 1860.

## Développements et succès

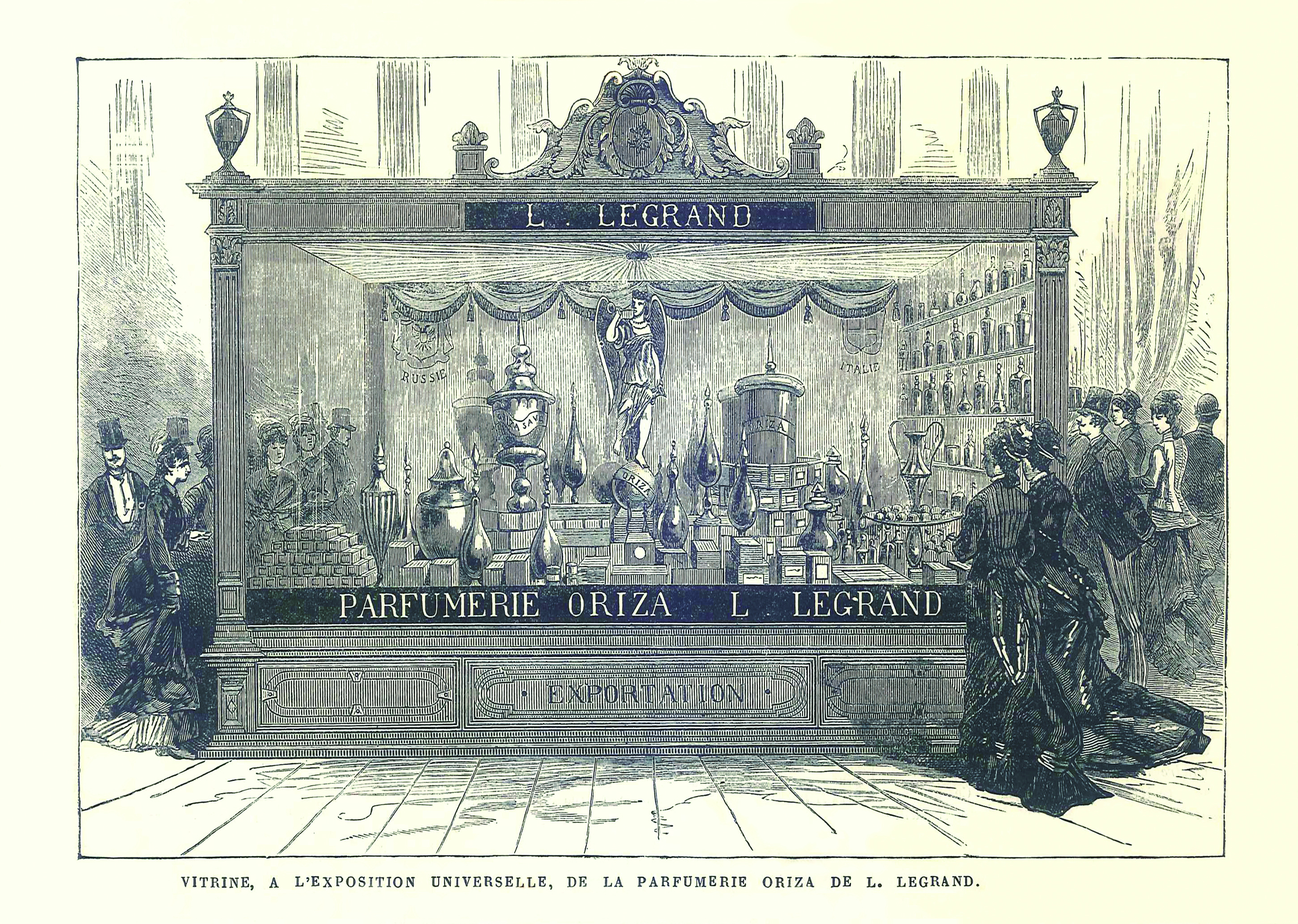
Vitrine des produits Oriza L. Legrand durant l'Exposition universelle de 1867.

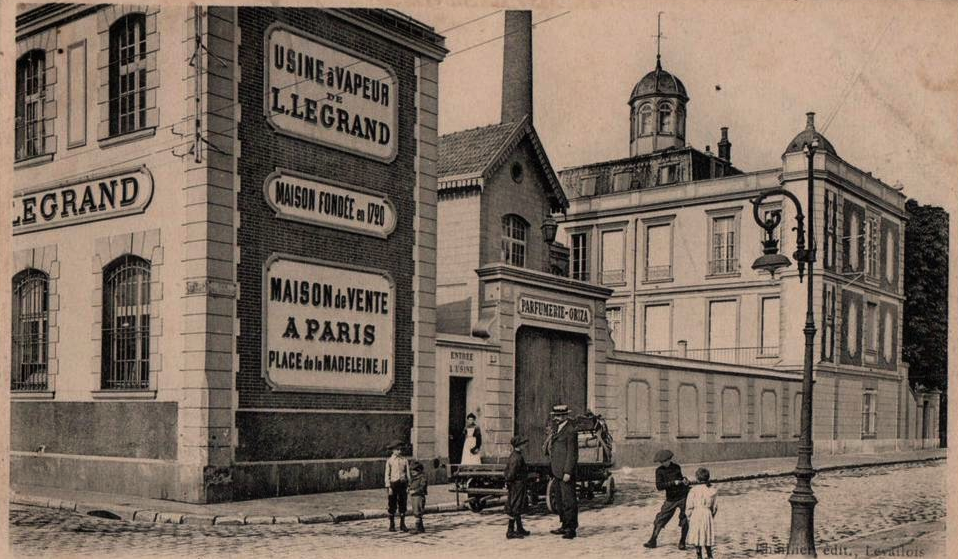
Entrée des usines de Levallois (vers 1900).

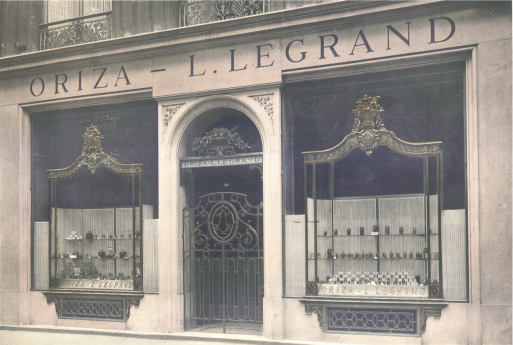
Boutique du 9 boulevard de la Madeleine (1879).

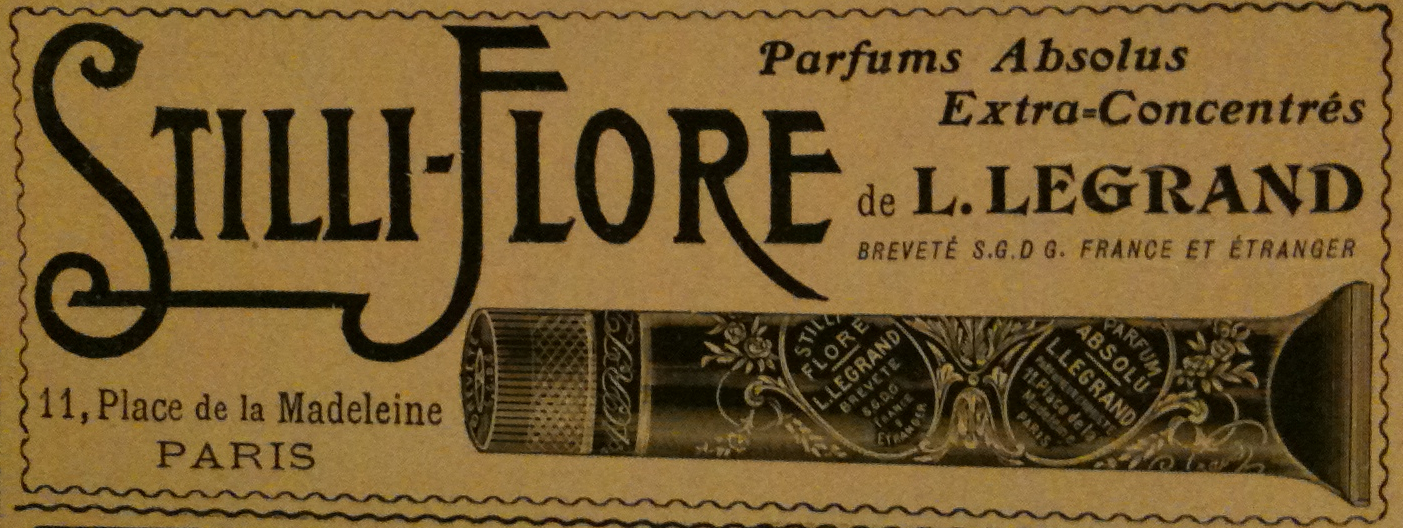
Publicité pour le concentré de parfum Stilli-Flore (1909).

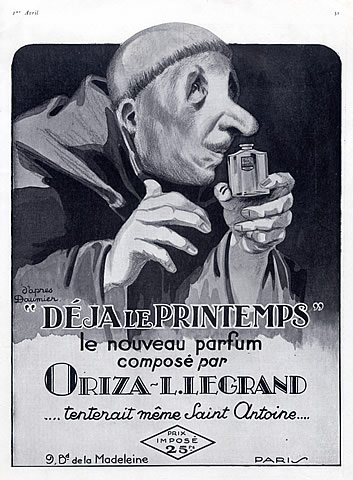
Publicité pour Déjà le Printemps, inspirée de Daumier (vers 1925).

Antonin Raynaud décide d'augmenter la production. La société Oriza L. Legrand est la première à s'installer dans le village de Levallois en 1860 : l'usine occupe un terrain de près de 20 000 m2. Raynaud l'équipe de machines à vapeur tout en se ménageant des possibilités d'extension. La presse salue l'entrepreneur en ces termes :
« Esprit positif, travailleur infatigable, Antonin Raynaud, possesseur d’une des premières fabriques de parfumerie de la capitale, n’est pas homme à se contenter des résultats obtenus, il veut le progrès. Peu lui importe de fabriquer beaucoup (il est sûr d’y parvenir au moyen du succès), il veut bien fabriquer. La qualité doit passer avant la quantité. » (Alice de Savigny, L’Univers illustré, 1862).
Plus tard, Raynaud, fort de son succès, fait construire à Levallois son hôtel particulier ainsi qu'un l'hospice de vieillards dit « Hospice Oriza ».
En 1879, est créé à Paris un nouveau salon de vente au 9 boulevard de la Madeleine, qui sera suivie en 1890 par une nouvelle boutique, située cette fois 11 place de la Madeleine, adresse qui devient le siège social de l'entreprise.
En 1887, l'usine invente un nouveau procédé patenté qui permet d'obtenir un jus « concret » possédant une concentration et une suavité inédites, et offre la possibilité de livrer aux clients des parfums à l'état solide. L'usine emploie soixante-dix personnes et son chiffre d'affaires est réalisé à 90 % à l'exportation. Raynaud fait entrer au capital un certain Edmond Haas.
Après le décès de Raynaud en 1903, c'est sa veuve, Marie (qui est sa seconde épouse), qui continue à exploiter la parfumerie Oriza et l'usine. Associée à Edmond Haas pour peu de temps (il meurt en octobre 1903), Marie Raynaud s'associe alors à Edmond Schuhl. Quelques publicités sont dessinées par des artistes art nouveau (comme Cesare Saccaggi pour le parfum Jardins d'Armide en 1909, Louis Icart pour le parfum Fin Comme L'Ambre en 1913). Par la suite, l'image de la maison est confiée à Georges Lepape qui exécute en 1913 un remarquable catalogue intitulé Les dernières compositions (en 1913, Maggie Salcedo y contribuera aussi). En juin 1913, l'usine et la parfumerie de la place de la Madeleine sont mis en vente. En juillet, Edmond Schuhl devient le seul propriétaire d'Oriza L. Legrand.
En 1916, l'usine est transformée en hôpital pour soulager les efforts de guerre et quatre ans plus tard, le site et l'hôtel particulier sont vendus à La Résidence sociale.
Le capital est ensuite regroupé sous la raison sociale Société centrale de la parfumerie française (SCPF) qui, en 1930, acquiert Les Parfums de Rosine après la faillite du couturier Paul Poiret en 1929. La direction fait appel au marché boursier à hauteur de deux millions de francs mais la dépression économique a bientôt raison du développement de l'entreprise.
Si la SCPF est liquidée en 1939, les parfums Oriza L. Legrand cessent de se développer après 1940.
La marque Oriza L. Legrand est relancée en 2012 et a ouvert une boutique au 18 rue Saint-Augustin, Paris 2e arrondissement.

## Parfums et produits célèbres
- 1852 Oriza Aciduliné (vinaigre de toilette)
- 1862 Aux Violettes du Czar
- 1886 Foin fraîchement Coupé
- 1887 Essence Oriza solidifiée
- 1900 Apothéose, présenté à l'Exposition universelle de Paris
- 1900 Céladon
- 1900 Rêve d’Ossian
- 1900 Relique d'Amour
- 1909 Œillet Louis XV
- 1909 Jardins d'Armide
- 1913 Fin comme l'Ambre
- 1914 Chypre-Mousse
- 1920 Déjà le Printemps
- 1920 Muguet Fleuri
- 1925 Horizon, présenté à l'Exposition Internationale des arts décoratifs à Paris.
- 1928 Marions-Nous